# Кукушка и Петух
«Кукушка и Петух» — басня И. А. Крылова, написанная в 1834 году, что понятно из сохранённого отрывка произведения с подписью автора и проставленной датой — 9 июля 1834. Впервые издана в 1841 году в сборнике «Сто русских литераторов».

## Сюжет
Сюжет басни строится вокруг диалога Кукушки и Петуха, которые нахваливают пение друг друга. Лесть Кукушки видна по чрезмерно ласковым обращениям «милый Петушок», «куманёк», по гиперболизации «век слушать я готова», по отсылке к общественному признанию «на всех ссылаюсь». Лестная похвала от Петуха также выражена в ласковых обращениях «Кукушечка, мой свет», «красавица», в сравнении с лучшим певцом соловьём, в восхвалении уникальности Кукушки. На каждую похвальбу одного приходится похвальба другого. Воробей же, являясь голосом морали и объективности, говорит Кукушке и Петуху, что как бы они ни хвалили друг друга, их «музыка плоха». Современные исследователи басенного творчества подчёркивают, что «такое построение высказываний и само их содержание» показывает читателю сатиру и иронию произведения.
Завершающие басню строки: «Кукушка хвалит Петуха за то, что хвалит он Кукушку.» стали крылатым выражением.

## Критика
Современники баснописца увидели в героях басни реальных людей — писателей Ф. В. Булгарина и Н. И. Греча, которые хвалили друг друга, писали хвалебные отзывы на творчество друг друга.

## Адаптация
- Мультфильм Ивана Аксенчука «Ворона и Лисица, Кукушка и Петух» 1953 года.
- Мультфильм «В мире басен» Андрея Хржановского 1973 года, который создан по мотивам трёх басен «Любопытный», «Осёл и Соловей», «Кукушка и Петух».

## Архитектура
- Памятник И. А. Крылову на Патриарших прудах в Москве. Вблизи статуи расположены скульптурные композиции посвещены двенадцати известных басен, в том числе басни «Кукушка и Петух». Точный адрес: г. Москва, ул. Малая Бронная, 34, сквер.
- Памятник И. А. Крылову|Памятник И. А. Крылову в Летнем саду в Санкт-Петербурге. Пьедестал трехметровой скульптуры украшен бронзовыми фигурами из басен, в том числе Кукушки и Петуха. Скульптор П. К. Клодт. Точный адрес: г. Санкт-Петербург, Набережная Кутузова, Летний сад
- Памятник И. А. Крылову в городе Тверь. В ансамбль памятного комплекса входят горельефы с изображением героев басен, в том числе Кукушки и Петуха. Над памятником работали скульпторы: Сергей Шапошников, Дмитрий Горлов и Николай Донских. Точный адрес: г. Тверь, наб. Реки Тьмаки, д. 31